# Qormi
Qormi (maltesiska Ħal Qormi) är en ort och kommun i republiken Malta. Den ligger på ön Malta 4 kilometer sydväst om huvudstaden Valletta.

## Kända personer från Qormi
- John Dalli, politiker
- Marie Louise Coleiro Preca, Maltas president 2014–2019
- Olivia Lewis, sångerska